# Devdas (film 1935)
Devdas è un film in bengali del 1935, diretto da Pramathesh Chandra Barua.
Si tratta di una delle più famose versioni cinematografiche del romanzo di Sarat Chandra Chattopadhyay.
Il regista, oltre ad aver lavorato alla sceneggiatura, interpreta anche la parte del protagonista e l'anno successivo ha girato lo stesso film per Bollywood, in hindi.

## Trama
Devdas (il cui nome significa "servo di Dio") è molto ricco e per questo non può sposare la donna che ha sempre amato, Parvati, appartenente ad una casta inferiore.
Dopo un viaggio a Calcutta in cui conosce i piaceri del vizio grazie a un vecchio amico, il giovane finirà per soccombere alla forza delle tradizioni indiane.